# Derylaki
Derylaki – wieś w Polsce położona w województwie podkarpackim, w powiecie niżańskim, w gminie Harasiuki.
| SIMC    | Nazwa  | Rodzaj    |
| ------- | ------ | --------- |
| 0793101 | Sznury | część wsi |

W latach 1975–1998 miejscowość administracyjnie należała do województwa tarnobrzeskiego.
Wieś jest sołectwem w gminie Harasiuki. 
Wierni Kościoła rzymskokatolickiego należą do parafii Miłosierdzia Bożego w Harasiukach.